# Patty Aubrey
Patty Aubery es una autora estadounidense de California . Es coautora de la serie Chicken Soup for the Soul, que incluye Chicken Soup for the Christian Soul. 
Defensora de la autonomía de la mujer, Aubery fue coautora de un libro dirigido exclusivamente a mujeres, Chicken Soup for the Christian Woman's Soul. El libro presenta historias reales de mujeres que se enfrentan a retos, momentos difíciles y la renovación de su fe. Los capítulos incluyen La fe, El amor de la familia, El poder sanador de Dios, La amistad, Marcar la diferencia, Desafíos y Milagros.
Apareció en el programa de televisión "Wake Up!" en 2015. En el 2017 apareció en la película The Soul of Success.  Sus escritos han sido reconocidos como importantes dentro del género de autoayuda. Ha colaborado en varios libros en el ámbito de la autoayuda, la mente y el cuerpo, el coaching, las luchas vitales, el dinero, el éxito, y la innovación. La autora Lisa Nichols escribió que Aubery "es una fuerza de posibilidades". Sus libros fueron considerados lecturas clave por varias publicaciones de autoayuda.